# Zbiór indeksów
Zbiór indeksów – zbiór, którego elementy służą do oznaczania (indeksowania) elementów innego zbioru. Na przykład jeśli elementy zbioru A mogą być indeksowane lub etykietowane za pomocą elementów zbioru J, to J jest zbiorem indeksów. Indeksowanie składa się z funkcji surjektywnej z J do A, a indeksowany zestaw jest zwykle nazywany rodziną indeksowaną, często zapisywaną jako {\displaystyle \{A_{j}\}_{j\in J}}.

## Inne znaczenia
W teorii złożoności obliczeniowej i kryptografii zbiór indeksów to zbiór, dla którego istnieje algorytm I wydajnie pobierający próbki z tego zbioru.